# Rijkevorsel
Rijkevorsel è un comune belga di 10 847 abitanti nelle Fiandre (Provincia di Anversa).